# 柄果栲小煤炱
柄果栲小煤炱（学名：Meliola castanopsina）是属于小煤炱目小煤炱科小煤炱属的一种真菌，寄生在锥属植物上。该种分布于中国。